# Skanderborg Amtskreds
Skanderborg Amtskreds var en valgkreds i Landsdel Jylland før 1970. I 1971 blev området delt mellem Århus Amtskreds og Vejle Amtskreds. Fra 2007 er området delt mellem Østjyllands Storkreds og Vestjyllands Storkreds.
Amtskredsen bestod af følgende opstillingskredse:
1. Horsenskredsen.
2. Skanderborgkredsen.
3. Østbirkkredsen.
4. Silkeborgkredsen.

Selvom Skanderborg Amt i årene 1867-1942 var indlemmet i Århus Amt, eksisterede Skanderborg Amtskreds allerede fra indførelsen af amtskredse ved valgloven af 1920.